# František Bartoš (skladatel)
František Bartoš (13. června 1905 Brněnec – 21. května 1973 Praha) byl český hudební skladatel.
V letech 1921 – 1928 studoval na Pražské konzervatoři u Josefa Bohuslava Foerstera, Karla Boleslava Jiráka a Jaroslava Křičky. Poté zde do roku 1931 vyučoval, následně působil jako skladatel na volné noze.
Bartoš skládal mimo jiné orchestrální suity, melodramy, komorní hudbu, klavírní kousky, písně a divadelní hudbu. Kromě toho uveřejnil několik publikací z historie hudby.

## Život
Vyrostl v rodině učitele a ředitele měšťanské školy. První kontakt s hudebním světem mu zprostředkoval jeho otec, který skládal menší sborové a taneční kompozice. Ve svých šesti letech se celá rodina přestěhovala do Prahy, takže ač byl rodákem z Vysočiny, na reálné gymnázium už chodil na pražském Žižkově (1916–21). Následovala studia na pražské konzervatoři, kam byl přijat do varhanní třídy, ale brzy přestoupil do kompoziční třídy ke Karlu Boleslavu Jirákovi a poté Jaroslavu Křičkovi (1921–1925). Na svém absolventském koncertě roku 1925 předvedl svůj melodram Jaro na text Fráni Šrámka. Po absolutoriu navázal studiem na mistrovské škole u Josefa Bohuslava Foerstra (1925–1928). Zároveň během studií navštěvoval teoretické přednášky Zdeňka Nejedlého na Karlově univerzitě. Jeho kompozice z doby studií, Smyčcový sextet op. 4, získala v roce 1926 ocenění v soutěži Spolku pro komorní hudbu. V roce 1928 složil státní zkoušku ze hry na klavír, zároveň absolvoval na mistrovské škole Suitou z hudby k frašce, která byla 27. června 1928 veřejně provedena Českou filharmonií pod vedením Františka Stupky. Na konzervatoři ještě nějaký čas zůstal jako korepetitor ve třídách zpěvu a dramatické výchovy, mezi lety 1929–1931 coby zástupce za Ervína Schulhoffa vyučoval hru z partitur, generálbas a instrumentaci. Mezitím se věnoval vlastním kompozicím a hudební kritice.
Publikovat začal nejprve v oblasti filmu (v Právu lidu), poté se stal hudebním referentem v periodikách Český svět (1928–1929) a Signál (1929–1930), psal i do Rozprav Aventina (od 1929), Hudebního věstníku či Literárních novin. V letech 1931–37 byl hudebním referentem Lidových novin, přispíval do Klíče (1930–1931), Tempa (jako spoluredaktor 1935–1938 s Jaroslavem Tomáškem, později znovu 1946–48 s Václavem Holzknechtem), psal texty do Národní politiky (1937–1945) a Zemědělských novin (1945–49).
Od třicátých let se také angažoval v různých hudebních spolcích a institucích. Od roku 1932 spolupracoval s hudební skupinou Mánesa a Uměleckou besedou, od roku 1933 byl ředitelem městské hudební školy ve Zlíně. Byl také úzce napojen na československou sekci Mezinárodní společnosti pro soudobou hudbu (ISCM), která mu dopomohla k veřejnému provedení několika jeho kompozic. Na festivalu této společnosti v Amsterdamu roku 1933 byla provedena jeho Suita z hudby k frašce, roku 1938 v Londýně jeho Rozhlasová hudba. V zahraničí sklidila zřejmě největší ohlas jeho suita k Molièrově hře Měšťák šlechticem pro dechové kvinteto (1934). Kompozičně se profiloval jako autor skladeb dobového slohu a formální přehlednosti, ze kterých je cítit Foerstrův i Novákův vliv. Měl rád francouzské texty a soudobé náměty, nevyhýbal se ani hudební grotesce. Zejména v oblasti komorní hudby se mu podařilo vytvořit propracovaná díla se znatelnou uměleckou hodnotou (například jeho Druhý smyčcový kvartet op. 10, který byl roku 1935 oceněn Spolkem pro komorní hudbu). Od čtyřicátých let však jeho dalšímu tvůrčímu napření a skladatelskému rozvoji bránila častá nemocnost, takže se postupně těžiště jeho práce přesouvalo do oblasti literárně-editorské a redaktorské.
V meziválečném období začal studovat díla, korespondenci a dokumentaci o životě velkých skladatelů. To následně zúročil ve vlastních literárních dílech, z nichž první bylo Mozart v dopisech (1930) založené na skladatelových dopisech otci. Nejvíce se ale ponořil do studia života a díla Bedřicha Smetany. Vydal dokumentární obraz skladatelovy osobnosti Smetana ve vzpomínkách a dopisech (1939), který se dočkal kromě několika českých vydání i německého a anglického. Později tento obraz doplnil další knihou Z dopisů Bedřicha Smetany (1947). Od roku 1939 si začal připravovat vydávání jeho partitur a mezi lety 1940–62 se stal vedoucím redaktorem edice Studijní vydání děl Bedřicha Smetany. Zabýval se také revizí klavírních výtahů Smetanových oper. Spolu se Zdeňkem Němcem začal sepisovat tematický katalog Smetanových děl, ten však nedokončil. Kromě Smetany se zajímal i o další skladatele; spolu s Karlem Janečkem redigoval a vydal Všeobecnou nauku o hudbě Otakara Šína (1949), podílel se na kritických edicích Dvořákových děl (od roku 1952 člen redakční komise edice Souborné dílo Antonína Dvořáka, od roku 1956 její předseda místo Otakara Šourka), zasloužil se o vydání vlastního životopisu Vojtěcha Jírovce, korespondence Gustava Mahlera a dalších literárních počinů.
Vedle editorské činnosti se mezitím organizačně angažoval při zrodu mezinárodního hudebního festivalu Pražské jaro (1946–1948), pracoval jako člen umělecké správy a lektor orchestru České filharmonie (1945–1951), redaktor v Muzeu Bedřicha Smetany (1951–52) a odpovědný redaktor klasické hudby ve Státním nakladatelství krásné literatury, hudby a umění v Praze (1953–1956). Poté působil jako vědecký pracovník s podporou Českého hudebního fondu (1957–1959) a skladatel na volné noze.